# Holjatyn
Holjatyn, česky také Holatín, ukrajinsky Голятин, maďarsky Tarfalu, je obec v Mižhirské vesnické komunitě, v okrese Chust, v Zakarpatské oblasti Ukrajiny. V roce 2001 zde žilo 1300 obyvatel.

## Místní části
- Kosarec (ukrajinsky: Косарець)
- Pohary (ukrajinsky: Погари)

## Historie
První písemná zmínka o této obci pochází z roku 1599. Do uzavření Trianonské smlouvy byla obec součástí Uherska, poté byla součástí Československa. V roce 1921 zde stálo 152 domů a žilo zde 801 obyvatel, z toho 643 Rusínů a 158 Židů. Od 15. dubna 1939 byla obec součástí samostatného státu Karpatská Ukrajina; za několik dní pak bylo Zakarpatí obsazeno maďarskými vojsky. Od roku 1945 byla obec součástí Ukrajinské sovětské socialistické republiky, která byla součástí SSSR. Od roku 1991 je součástí nezávislé Ukrajiny.